# Пам'ятки історії Петрівського району
У Петрівському районі Кіровоградської області на обліку перебуває 30 пам'яток історії.
| № пп | Охорон. номер      | Найменування пам'ятки | Місцезнаходження пам'ятки                                             | Епоха         | Значення | Рішення                   |
| ---- | ------------------ | --- | --------------------------------------------------------------------- | ------------- | -------- | ------------------------- |
| 1    | 799                | Братська могила радянських воїнів, серед похованих Герої Радянського Союзу Засядько, Колесников, Путилов, Литвинов. Поховано 834 воїни. | Смт Петрове, центр, Петрівська селищна рада                           | 1943 р.       | місцева  | № 404 від 17.09.1969 р.   |
| 2    | 1036               | Пам'ятник воїнам-землякам. | Смт Петрове, вул. Центральна                                          | 1941—1945 рр. | місцева  | № 301 від 25.06.1982 р.   |
| 3    | 801                | Братська могила борців за встановлення радянської влади                                                                                 | Смт Петрове, вул. Паркова                                             | 1923 р.       | місцева  | № 404 від 17.09.1969 р.   |
| 4    | 2599               | Пам'ятник радянським танкістам | Смт Петрове, розвилка доріг с. Райполе — с. Олександро-Мар'ївка       | 1941—1945 рр. | місцева  | № 250-р від 22.07.1996 р. |
| 5    | 1316               | Пам'ятник трудової слави «Універсал» | Смт Петрове, вул. Садова                                              | 1917—1967 рр. | місцева  | № 149 від 10.05.1988 р.   |
| 6    | 1317               | Пам'ятник на честь воїнів 8-ї повітряно-десантної дивізії                                                                               | Петрівський район, с. Новий Стародуб, біля дороги на м. Олександрію   | 1943 р.       | місцева  | № 149 від 10.05.1988 р.   |
| 7    | 802                | Братська могила радянських воїнів. Поховано 259 воїнів.                                                                                 | С. Баштине, Червонокостянтинівська с/р, біля клубу                    | 1943 р.       | місцева  | № 404 від 17.09.1969 р.   |
| 8    | 1037               | Пам'ятник воїнам-землякам | С. Баштине, Червонокостянтинівська с/ р, вул. Галугана                | 1941—1945 рр. | місцева  | № 301 від 25.06.1982 р.   |
| 9    | 804                | Братська могила радянських воїнів. Поховано 727 воїнів.                                                                                 | С. Богданівка, Богданівська с/р, біля клубу                           | 1943 р.       | місцева  | № 404 від 17.09.1969 р.   |
| 10   | 805                | Братська могила радянських воїнів. Поховано 2675 воїнів                                                                                 | С. Водяне, Водянська с/р, біля будинку культури                       | 1943 р.       | місцева  | № 404 від 17.09.1969 р.   |
| 11   | 806                | Братська могила радянських воїнів. Поховано 423 воїни.                                                                                  | С. Ганнівка, Ганнівська с/р, біля школи                               | 1943 р.       | Місцева  | № 404 від 17.09.1969 р.   |
| 12   | 1215               | Могила Онищенка Г. Х., Героя Радянського Союзу                                                                                          | С. Ганнівка, Ганнівська с/р, кладовище                                | 1941—1945 рр. | Місцева  | № 281 від 16.05.1985 р.   |
|      | 951                | Меморіальний комплекс | С. Зелене, Зеленська с/р, центр                                       |               | Місцева  |                           |
| 13   | 951/1              | Братська могила радянських воїнів. Поховано 113 воїнів.                                                                                 |                                                                       | 1943 р.       | Місцева  | № 300 від 25.06.1982 р.   |
| 14   | 951/2              | Пам'ятний знак воїнам-землякам. |                                                                       |               | Місцева  | № 281 від 16.05.1985 р.   |
| 15   | 951/3              | Пам'ятник радянським танкістам |                                                                       |               | Місцева  | № 281 від 16.05.1985 р.   |
| 16   | 807                | Братська могила радянських воїнів. Поховано 37 воїнів.                                                                                  | С. Іванівка, Іванівська с/р, біля школи                               |               | Місцева  | № 404 від 17.09.1969 р.   |
| 17   | 808                | Братська могила радянських воїнів. Поховано 448 воїнів.                                                                                 | С. Іскрівка, Іскрівська с/р, центр                                    | 1943 р.       | Місцева  | № 404 від 17.09.1969 р.   |
| 18   | 2314               | Могила капітана війська Запорозького Сави Самодриги                                                                                     | С. Іскрівка, Іскрівська с/р, в полі                                   | 1783 р.       | Місцева  | № 104 від 15.04.1991 р.   |
| 19   | 809                | Братська могила радянських воїнів. Поховано 218 воїнів.                                                                                 | С. Йосипівка, Йосипівська с/р, біля клубу                             | 1943 р.       | Місцева  | № 404 від 17.09.1969 р.   |
| 20   | 1321 1321/1 1321/2 | Братська могила радянських воїнів і пам'ятний знак воїнам-землякам. Поховано 4 воїни.                                                   | С. Козацьке, Козацька с/р, біля школи                                 | 1943 р.       | Місцева  | № 149 від 10.05.1988 р.   |
| 21   | 810                | Братська могила радянських воїнів. Поховано 371 воїна.                                                                                  | С. Краснопілля, Червонокостянтинівська с/р, біля клубу                | 1943—1944 рр. | Місцева  | № 404 від 17.09.1969 р.   |
| 22   | 811                | Братська могила радянських воїнів. Поховано 655 воїнів.                                                                                 | С. Луганка, Луганська с/р, біля школи                                 | 1943 р.       | Місцева  | № 404 від 17.09.1969 р.   |
| 23   | 812                | Братська могила радянських воїнів. Поховано 606 воїнів.                                                                                 | С. Новий Стародуб, Новостародубська с/р, центр                        | 1943 р.       | Місцева  | № 149 від 10.05.1988 р.   |
| 24   | 1320               | Будинок, у якому народився С. М. Степняк-Кравчинський — російський революціонер-народник, письменник.                                   | С. Новий Стародуб, Новостародубська с/р, центр                        | 1851—1895 рр. | Місцева  | № 149 від 10.05.1988 р.   |
| 25   | 813                | Братська могила радянських воїнів. Поховано 182 воїни.                                                                                  | С. Олександрівка, Чечеліївська с/р, біля клубу                        | 1943 р.       | Місцева  | № 404 від 17.09.1969 р.   |
| 26   | 814                | Братська могила радянських воїнів. Поховано 30 воїнів.                                                                                  | С. Олександро-Мар'ївка, Петрівська с/р, роздоріжжя Петрове — Ганнівка | 1943 р.       | Місцева  | № 404 від 17.09.1969 р.   |
| 27   | 815                | Братська могила радянських воїнів. Поховано 232 воїни.                                                                                  | С. Олімпіадівка, Новостародубська с/р, біля школи                     | 1943 р.       | Місцева  | № 404 від 17.09.1969 р.   |
| 28   | 1322               | Братська могила радянських воїнів. Поховано 940 воїнів.                                                                                 | С. Червонокостянтинівка, Червонокостянтинівська с/р, біля клубу       | 1943—1944 рр. | Місцева  | № 149 від 10.05.1988 р.   |
| 29   | 816                | Братська могила радянських воїнів. Поховано 719 воїнів.                                                                                 | С. Чечеліївка, Чечеліївська с/р, біля клубу                           | 1943 р.       | Місцева  | № 404 від 17.09.1969 р.   |
|      |                    | |                                                                       |               |          |                           |